# Luteoxanthine
La lutéoxanthine est un xanthophylle (sous-catégorie des caroténoïdes). C'est un composé chimique d'origine naturelle qui se retrouve dans divers organismes vivants, en particulier dans les plantes.

## Description
La lutéoxanthine se retrouve à l'état naturel dans plusieurs espèces de fruits. Elle le serait aussi chez Microchloropsis salina (algue brune de la famille des Monodopsidaceae) et Nephroma laevigatum (champignon ascomycète lichénisé, chez lequel la lutéoxanthine constitue environ 80 % de la teneur en caroténoïdes). Sa présence est attestée dans le colza (Brassica napus) et le rosier jaune de Perse (Rosa foetida),, et dans les agrumes,. Outre le bêta-carotène bien connu et largement exploré, d'autres caroténoïdes tels la lutéine, la lutéoxanthine, l'astaxanthine, et la canthaxanthine sont considérés comme des produits fonctionnels de grande valeur ayant des applications étendues en santé humaine.
Sa masse moléculaire est de 600,9 g/mol.